# Poecilanthrax colei
Poecilanthrax colei är en tvåvingeart som beskrevs av Johnson 1957. Poecilanthrax colei ingår i släktet Poecilanthrax och familjen svävflugor.
Artens utbredningsområde är Kalifornien. Inga underarter finns listade i Catalogue of Life.